# Колишні адміністративні одиниці Московської області
На цій сторінці зібрані дані про усі колишні адміністративні одиниці Московської області, які коли-небудь існували у складі Російської Федерації, однак були ліквідовані. Список побудований у розрізі адміністративних одиниць, об'єднаних за різними типами адміністративних одиниць у порядку їхнього існування за роками та за статусом.

## Райони (з 1991)
Адміністративні одиниці другого порядку:
| Район                | Роки існування | Підпорядкованість  | Адміністративний центр |
| -------------------- | -------------- | ------------------ | ---------------------- |
| Балашихинський район | 1991-2006      | Московська область | місто Балашиха         |
| Ленінський район     | 1991-2019      | Московська область | місто Видне            |
| Люберецький район    | 1991-2017      | Московська область | місто Люберці          |
| Митищинський район   | 1991-2015      | Московська область | місто Митищі           |
| Ногінський район     | 1991-2018      | Московська область | місто Ногінськ         |
| Подольський район    | 1991-2015      | Московська область | місто Подольськ        |
| Щолковський район    | 1991-2019      | Московська область | місто Щолково          |

## Міські ради (1991-1994)
Адміністративні одиниці, які існували з 1991 року до 1994 року, центр — місто обласного чи районного підпорядкування:
| Рада                          | Роки існування  | Підпорядкованість                    | Адміністративний центр   |
| ----------------------------- | --------------- | ------------------------------------ | ------------------------ |
| Балашихинська міська рада     | 1991-1994       | Московська область                   | місто Балашиха           |
| Виднівська міська рада        | 1991-1994       | Московська область                   | місто Видне              |
| Дзержинська міська рада       | 1991-1994       | Люберецький район                    | місто Дзержинський       |
| Електростальська міська рада  | 1991-1994       | Московська область                   | місто Електросталь       |
| Електроуглинська міська рада  | 1991-1994       | Ногінський район                     | місто Електроуглі        |
| Желєзнодорожна міська рада    | 1991-1994       | Московська область                   | місто Желєзнодорожний    |
| Климовська міська рада        | 1991-1994       | Московська область                   | місто Климовськ          |
| Лосино-Петровська міська рада | 1991-1994       | Щолковський район                    | місто Лосино-Петровський |
| Люберецька міська рада        | 1991-1994       | Московська область                   | місто Люберці            |
| Митищинська міська рада       | 1991-1994       | Московська область                   | місто Митищі             |
| Ногінська міська рада         | 1991-1994       | Московська область                   | місто Ногінськ           |
| Подольська міська рада        | 1991-1994       | Московська область                   | місто Подольськ          |
| Троїцька міська рада          | 1991-1994       | Московська область                   | місто Троїцьк            |
| Фрязінська міська рада        | 1991-1994       | Московська область                   | місто Фрязіно            |
| Щербинська міська рада        | 1991-1992 -1994 | Подольський район Московська область | місто Щербинка           |
| Щолковська міська рада        | 1991-1994       | Московська область                   | місто Щолково            |

## Селищні ради (1991-1994)
Адміністративні одиниці, які існували з 1991 року до 1994 року, центр — селище міського типу:
| Рада                                  | Роки існування | Підпорядкованість          | Адміністративний центр        |
| ------------------------------------- | -------------- | -------------------------- | ----------------------------- |
| Вишняковсько-Дачинська селищна рада   | 1991-1994      | Ногінський район           | смт Вишняковські Дачі         |
| Воровська селищна рада                | 1991-1994      | Ногінський район           | смт імені Воровського         |
| Горкинська селищна рада               | 1991-1994      | Ленінський район           | смт Горки Ленінські           |
| Загорянська селищна рада              | 1991-1994      | Щолковський район          | смт Загорянський              |
| Котельниківська селищна рада          | 1991-1994      | Люберецький район          | смт Котельники                |
| Красковська селищна рада              | 1991-1994      | Люберецький район          | смт Красково                  |
| Купавненська селищна рада             | 1991-1994      | Желєзнодорожна міська рада | смт Купавна                   |
| Львівська селищна рада                | 1991-1994      | Подольський район          | смт Львівський                |
| Малаховська селищна рада              | 1991-1994      | Люберецький район          | смт Малаховка                 |
| Монінська селищна рада                | 1991-1994      | Щолковський район          | смт Моніно                    |
| Нікольсько-Архангельська селищна рада | 1991-1994      | Балашихинський район       | смт Нікольсько-Архангельський |
| Обуховська селищна рада               | 1991-1994      | Ногінський район           | смт Обухово                   |
| Октябрська селищна рада               | 1991-1994      | Люберецький район          | смт Октябрський               |
| Пироговська селищна рада              | 1991-1994      | Митищинський район         | смт Пироговський              |
| Салтиковська селищна рада             | 1991-1994      | Балашихинський район       | смт Салтиковка                |
| Старокупавненська селищна рада        | 1991-1994      | Ногінський район           | смт Стара Купавна             |
| Томілінська селищна рада              | 1991-1994      | Люберецький район          | смт Томіліно                  |
| Фряновська селищна рада               | 1991-1994      | Щолковський район          | смт Фряново                   |
| Чорноголовська селищна рада           | 1991-1994      | Ногінський район           | смт Чорноголовка              |

## Сільські ради (1991-1994)
Адміністративні одиниці, які існували з 1991 року до 1994 року:

## Міські адміністрації (1994—2006)
Адміністративні одиниці, які існували з 1994 року і до адміністративної реформи 2006 року, центр — місто обласного чи районного підпорядкування:
| Адміністрація                          | Роки існування        | Підпорядкованість                                      | Адміністративний центр   |
| -------------------------------------- | --------------------- | ------------------------------------------------------ | ------------------------ |
| Балашихинська міська адміністрація     | 1994-2006             | Московська область                                     | місто Балашиха           |
| Виднівська міська адміністрація        | 1994-2001 -2006       | Московська область Ленінський район                    | місто Видне              |
| Дзержинська міська адміністрація       | 1994-1996 -2006       | Люберецький район Московська область                   | місто Дзержинський       |
| Електростальська міська адміністрація  | 1994-2006             | Московська область                                     | місто Електросталь       |
| Електроуглинська міська адміністрація  | 1994-2006             | Ногінський район                                       | місто Електроуглі        |
| Желєзнодорожна міська адміністрація    | 1994-2006             | Московська область                                     | місто Желєзнодорожний    |
| Климовська міська адміністрація        | 1994-2006             | Московська область                                     | місто Климовськ          |
| Котельниківська міська адміністрація   | 2004-2006             | Люберецький район                                      | місто Котельники         |
| Лосино-Петровська міська адміністрація | 1994-1996 -2001 -2006 | Щолковський район Московська область Щолковський район | місто Лосино-Петровський |
| Люберецька міська адміністрація        | 1994-2001 -2006       | Московська область Люберецький район                   | місто Люберці            |
| Митищинська міська адміністрація       | 1994-2001 -2006       | Московська область Митищинський район                  | місто Митищі             |
| Московська міська адміністрація        | 2004-2006             | Ленінський район                                       | місто Московський        |
| Ногінська міська адміністрація         | 1994-2001 -2006       | Московська область Ногінський район                    | місто Ногінськ           |
| Подольська міська адміністрація        | 1994-2006             | Московська область                                     | місто Подольськ          |
| Старокупавненська міська адміністрація | 2004-2006             | Ногінський район                                       | місто Стара Купавна      |
| Троїцька міська адміністрація          | 1994-2006             | Московська область                                     | місто Троїцьк            |
| Фрязінська міська адміністрація        | 1994-2006             | Московська область                                     | місто Фрязіно            |
| Чорноголовська міська адміністрація    | 2001-2006             | Ногінський район                                       | місто Чорноголовка       |
| Щербинська міська адміністрація        | 1994-2006             | Московська область                                     | місто Щербинка           |
| Щолковська міська адміністрація        | 1994-2001 -2006       | Московська область Щолковський район                   | місто Балашиха           |

## Селищні адміністрації (1994-2006)
Адміністративні одиниці, які існували з 1994 року і до адміністративної реформи 2006 року, центр — селище міського типу:
| Адміністрація                                  | Роки існування | Підпорядкованість                   | Адміністративний центр        |
| ---------------------------------------------- | -------------- | ----------------------------------- | ----------------------------- |
| Вишняковсько-Дачинська селищна адміністрація   | 1994-2005      | Ногінський район                    | смт Вишняковські Дачі         |
| Воровська селищна адміністрація                | 1994-2006      | Ногінський район                    | смт імені Воровського         |
| Горкинська селищна адміністрація               | 1994-2006      | Ногінський район                    | смт Горки Ленінські           |
| Загорянська селищна адміністрація              | 1994-2006      | Щолковський район                   | смт Загорянський              |
| Котельниківська селищна адміністрація          | 1994-2004      | Люберецький район                   | смт Котельники                |
| Красковська селищна адміністрація              | 1994-2006      | Люберецький район                   | смт Красково                  |
| Купавненська селищна адміністрація             | 1994-2004      | Желєзнодорожна міська адміністрація | смт Купавна                   |
| Львівська селищна адміністрація                | 1994-2006      | Подольський район                   | смт Львівський                |
| Малаховська селищна адміністрація              | 1994-2006      | Люберецький район                   | смт Малаховка                 |
| Монінська селищна адміністрація                | 1994-2006      | Щолковський район                   | смт Моніно                    |
| Нікольсько-Архангельська селищна адміністрація | 1994-2003      | Балашихинський район                | смт Нікольсько-Архангельський |
| Обуховська селищна адміністрація               | 1994-2006      | Ногінський район                    | смт Обухово                   |
| Октябрська селищна адміністрація               | 1994-2006      | Люберецький район                   | смт Октябрський               |
| Пироговська селищна адміністрація              | 1994-2006      | Митищинський район                  | смт Пироговський              |
| Салтиковська селищна адміністрація             | 1994-2003      | Балашихинський район                | смт Салтиковка                |
| Старокупавненська селищна адміністрація        | 1994-2004      | Ногінський район                    | смт Стара Купавна             |
| Томілінська селищна адміністрація              | 1994-2006      | Люберецький район                   | смт Томіліно                  |
| Фряновська селищна адміністрація               | 1994-2006      | Щолковський район                   | смт Фряново                   |
| Чорноголовська селищна адміністрація           | 1994-2001      | Ногінський район                    | смт Чорноголовка              |

## Сільські округи (1994-2006)
Адміністративні одиниці, які існували з 1994 року і до адміністративної реформи 2006 року, центр — населений пункт сільського типу:
| Округ                                     | Роки існування | Підпорядкованість    | Адміністративний центр                           |
| ----------------------------------------- | -------------- | -------------------- | ------------------------------------------------ |
| Аксьоно-Бутирський сільський округ        | 1994-2006      | Ногінський район     | присілок Підв'язново Нове                        |
| Анискінський сільський округ              | 1994-2006      | Щолковський район    | село Анискіно                                    |
| Балобановський сільський округ            | 1994-2006      | Ногінський район     | село Балобаново                                  |
| Брянцевський сільський округ              | 1994-2006      | Подольський район    | присілок Федюково                                |
| Булатниковський сільський округ           | 1994-2006      | Ленінський район     | село Булатниково                                 |
| Буньковський сільський округ              | 1994-2006      | Ногінський район     | присілок Велике Буньково                         |
| Виноградовський сільський округ           | 1994-2006      | Митищинський район   | селище Повідники                                 |
| Внуковський сільський округ               | 1994-2006      | Ленінський район     | селище Внуково                                   |
| Володарський сільський округ              | 1994-2006      | Ленінський район     | селище Володарського                             |
| Вороновський сільський округ              | 1994-2006      | Подольський район    | село Вороново                                    |
| Воскресенський сільський округ            | 1994-2006      | Ленінський район     | селище Підсобного хозяйства «Воскресенське»      |
| Головинський сільський округ              | 1994-2006      | Щолковський район    | село Головино                                    |
| Горкинський сільський округ               | 1994-2006      | Ленінський район     | присілок Горки                                   |
| Гребневський сільський округ              | 1994-2006      | Щолковський район    | присілок Ново                                    |
| Десьоновський сільський округ             | 1994-2006      | Ленінський район     | присілок Десна                                   |
| Дубровицький сільський округ              | 1994-2006      | Подольський район    | селище Дубровиці                                 |
| Жегаловський сільський округ              | 1994-2006      | Щолковський район    | присілок Сірково                                 |
| Жостовський сільський округ               | 1994-2006      | Митищинський район   | присілок Жостово                                 |
| Картинський сільський округ               | 1994-2006      | Ленінський район     | селище Розвилка                                  |
| Кленовський сільський округ               | 1994-2006      | Подольський район    | село Кленово                                     |
| Коргашинський сільський округ             | 1994-2006      | Митищинський район   | присілок Коргашино                               |
| Красногорський сільський округ            | 1994-2006      | Митищинський район   | присілок Красна Горка                            |
| Краснопахорський сільський округ          | 1994-2006      | Подольський район    | село Красна Пахра                                |
| Кудіновський сільський округ              | 1994-2006      | Ногінський район     | присілок Біла                                    |
| Лаговський сільський округ                | 1994-2006      | Подольський район    | селище Центральної Усадьби совхоза «Подольський» |
| Мальцевський сільський округ              | 1994-2006      | Щолковський район    | селище Краснознаменський                         |
| Мамонтовський сільський округ             | 1994-2006      | Ногінський район     | село Мамонтово                                   |
| Медвеже-Озерський сільський округ         | 1994-2006      | Щолковський район    | присілок Медвежі Озера                           |
| Михайлово-Ярцевський сільський округ      | 1994-2006      | Подольський район    | селище Шишкин Ліс                                |
| Молоковський сільський округ              | 1994-2006      | Ленінський район     | село Молоково                                    |
| Московський сільський округ               | 1994-2004      | Ленінський район     | селище Московський                               |
| Нікольсько-Архангельський сільський округ | 1994-2003      | Балашихинський район | село Нікольсько-Архангельське                    |
| Новомілетський сільський округ            | 1994-2003      | Балашихинський район | село Новий Мілет                                 |
| Новський сільський округ                  | 1994-2003      | Балашихинський район | присілок Нова                                    |
| Огудневський сільський округ              | 1994-2006      | Щолковський район    | присілок Огуднево                                |
| Осеєвський сільський округ                | 1994-2006      | Щолковський район    | присілок Осеєво                                  |
| Пашуковський сільський округ              | 1994-2006      | Ногінський район     | присілок П'ятково                                |
| Пехра-Покровський сільський округ         | 1994-2006      | Балашихинський район | село Пехра-Покровське                            |
| Протасовський сільський округ             | 1994-2006      | Митищинський район   | присілок Протасово                               |
| Роговський сільський округ                | 1994-2006      | Подольський район    | селище Рогово                                    |
| Рязановський сільський округ              | 1994-2006      | Подольський район    | селище Фабрики імені 1 Мая                       |
| Рязанцівський сільський округ             | 1994-2006      | Щолковський район    | присілок Єрьомино                                |
| Сгонниківський сільський округ            | 1994-2006      | Митищинський район   | присілок Челобитьєво                             |
| Синковський сільський округ               | 1994-2006      | Подольський район    | село Синково                                     |
| Сосенський сільський округ                | 1994-2006      | Ленінський район     | присілок Сосенки                                 |
| Старопареєвський сільський округ          | 1994-2006      | Щолковський район    | присілок Булаково                                |
| Стрілковський сільський округ             | 1994-2006      | Подольський район    | селище Биково                                    |
| Стьопановський сільський округ            | 1994-2006      | Ногінський район     | присілок Стьопаново                              |
| Сухаревський сільський округ              | 1994-2006      | Митищинський район   | присілок Сухарево                                |
| Трубинський сільський округ               | 1994-2006      | Щолковський район    | село Трубино                                     |
| Федоскинський сільський округ             | 1994-2006      | Митищинський район   | присілок Данилково                               |
| Філімонковський сільський округ           | 1994-2006      | Ленінський район     | селище Валуєво                                   |
| Черновський сільський округ               | 1994-2006      | Балашихинський район | присілок Чорне                                   |
| Щаповський сільський округ                | 1994-2006      | Подольський район    | селище Щапово                                    |
| Ямкинський сільський округ                | 1994-2006      | Ногінський район     | село Ямкино                                      |

## Міські округи (з 2006)
Адміністративні одиниці, які утворені після адміністративної реформи 2006 року, центр — місто чи селище міського типу:
| Округ                         | Роки існування | Підпорядкованість  | Адміністративний центр |
| ----------------------------- | -------------- | ------------------ | ---------------------- |
| Желєзнодорожний міський округ | 2006-2015      | Московська область | місто Желєзнодорожний  |
| Климовський міський округ     | 2006-2015      | Московська область | місто Климовськ        |
| Троїцький міський округ       | 2006-2012      | Московська область | місто Троїцьк          |
| Щербинський міський округ     | 2006-2012      | Московська область | місто Щербинка         |

## Міські поселення (з 2006)
Адміністративні одиниці, які утворені після адміністративної реформи 2006 року, центр — місто чи селище міського типу:
| Поселення                          | Роки існування | Підпорядкованість  | Адміністративний центр   |
| ---------------------------------- | -------------- | ------------------ | ------------------------ |
| Виднівське міське поселення        | 2006-2019      | Ленінський район   | місто Видне              |
| Воровське міське поселення         | 2006-2018      | Ногінський район   | смт імені Воровського    |
| Горкинське міське поселення        | 2006-2019      | Ленінський район   | смт Горки Ленінські      |
| Електроуглинське міське поселення  | 2006-2018      | Ногінський район   | місто Електроуглі        |
| Загорянське міське поселення       | 2006-2019      | Щолковський район  | смт Загорянський         |
| Котельниківське міське поселення   | 2006-2007      | Люберецький район  | місто Котельники         |
| Красковське міське поселення       | 2006-2017      | Люберецький район  | смт Красково             |
| Лосино-Петровське міське поселення | 2006-2009      | Щолковський район  | місто Лосино-Петровський |
| Люберецьке міське поселення        | 2006-2017      | Люберецький район  | місто Люберці            |
| Львівське міське поселення         | 2006-2015      | Подольський район  | смт Львівський           |
| Малаховська міське поселення       | 2006-2017      | Люберецький район  | смт Малаховка            |
| Митищинське міське поселення       | 2006-2015      | Митищинський район | місто Митищі             |
| Монінське міське поселення         | 2006-2019      | Щолковський район  | смт Моніно               |
| Московське міське поселення        | 2006-2013      | Ленінський район   | місто Московський        |
| Ногінське міське поселення         | 2006-2018      | Ногінський район   | місто Ногінськ           |
| Обуховське міське поселення        | 2006-2018      | Ногінський район   | смт Обухово              |
| Октябрське міське поселення        | 2006-2017      | Люберецький район  | смт Октябрський          |
| Пироговське міське поселення       | 2006-2015      | Митищинський район | смт Пироговський         |
| Свердловське міське поселення      | 2006-2018      | Щолковський район  | смт Свердлово            |
| Старокупавненське міське поселення | 2006-2018      | Ногінський район   | місто Стара Купавна      |
| Томілінське міське поселення       | 2006-2017      | Люберецький район  | смт Томіліно             |
| Фряновське міське поселення        | 2006-2019      | Щолковський район  | смт Фряново              |
| Чорноголовське міське поселення    | 2006-2008      | Ногінський район   | місто Чорноголовка       |
| Щолковське міське поселення        | 2006-2019      | Щолковський район  | місто Щолково            |

## Сільські поселення (з 2006)
Адміністративні одиниці, які утворені після адміністративної реформи 2006 року, центр — населений пункт сільського типу:
| Поселення                              | Роки існування | Підпорядкованість  | Адміністративний центр                                                  |
| -------------------------------------- | -------------- | ------------------ | ----------------------------------------------------------------------- |
| Аксьоно-Бутирське сільське поселення   | 2006-2018      | Ногінський район   | присілок Аксьоно-Бутирки                                                |
| Анискінське сільське поселення         | 2006-2018      | Щолковський район  | село Анискіно                                                           |
| Булатниковське сільське поселення      | 2006-2019      | Ленінський район   | село Булатниково                                                        |
| Буньковське сільське поселення         | 2006-2018      | Ногінський район   | присілок Велике Буньково                                                |
| Внуковське сільське поселення          | 2006-2013      | Ленінський район   | селище Внуково                                                          |
| Володарське сільське поселення         | 2006-2019      | Ленінський район   | селище Володарського                                                    |
| Вороновське сільське поселення         | 2006-2012      | Подольський район  | село Вороново                                                           |
| Воскресенське сільське поселення       | 2006-2013      | Ленінський район   | селище Підсобного хозяйства «Воскресенське»                             |
| Гребневське сільське поселення         | 2006-2019      | Щолковський район  | присілок Гребнево                                                       |
| Десьоновське сільське поселення        | 2006-2013      | Ленінський район   | присілок Десна                                                          |
| Дубровицьке сільське поселення         | 2006-2015      | Подольський район  | селище Дубровиці                                                        |
| Кленовське сільське поселення          | 2006-2012      | Подольський район  | село Кленово                                                            |
| Краснопахорське сільське поселення     | 2006-2012      | Подольський район  | село Красна Пахра                                                       |
| Лаговське сільське поселення           | 2006 -2015     | Подольський район  | селище Центральної Усадьби совхоза «Подольський» селище Желєзнодорожний |
| Мамонтовське сільське поселення        | 2006-2018      | Ногінський район   | село Мамонтово                                                          |
| Медвеже-Озерське сільське поселення    | 2006-2019      | Щолковський район  | присілок Медвежі Озера                                                  |
| Михайлово-Ярцевське сільське поселення | 2006-2012      | Подольський район  | селище Шишкин Ліс                                                       |
| Молоковське сільське поселення         | 2006-2019      | Ленінський район   | село Молоково                                                           |
| Мосрентгенське сільське поселення      | 2006-2013      | Ленінський район   | селище Завода Мосрентген                                                |
| Огудневське сільське поселення         | 2006-2019      | Щолковський район  | присілок Огуднево                                                       |
| Роговське сільське поселення           | 2006-2012      | Подольський район  | селище Рогово                                                           |
| Розвилківське сільське поселення       | 2006-2019      | Ленінський район   | селище Розвилка                                                         |
| Рязановське сільське поселення         | 2006-2012      | Подольський район  | селище Знам'я Октября                                                   |
| Совхозне сільське поселення            | 2006-2019      | Ленінський район   | селище Совхоза імені Леніна                                             |
| Сосенське сільське поселення           | 2006-2013      | Ленінський район   | присілок Сосенки                                                        |
| Стрілковське сільське поселення        | 2006-2015      | Подольський район  | селище Биково                                                           |
| Стьопановське сільське поселення       | 2006-2018      | Ногінський район   | присілок Стьопаново                                                     |
| Трубинське сільське поселення          | 2006-2019      | Щолковський район  | село Трубино                                                            |
| Федоскинське сільське поселення        | 2006-2015      | Митищинський район | село Марфино                                                            |
| Філімонковське сільське поселення      | 2006-2013      | Ленінський район   | присілок Верхнє Валуєво                                                 |
| Щаповське сільське поселення           | 2006-2012      | Подольський район  | селище Щапово                                                           |
| Ямкинське сільське поселення           | 2006-2018      | Ногінський район   | село Ямкино                                                             |